# Distretto di Qigu
Il distretto di Qigu (七股區S, Cigǔ Cyu / Qīgǔ QūP) è un distretto della municipalità di Tainan, situata a Taiwan.